# Palau del Marquès de Camps
|  | No s'ha de confondre amb Casa Manuel Camps. |

El Palau del Marquès de Camps era un edifici situat als carrers de la Canuda i del Duc de Barcelona, actualment desaparegut.

## Història
El 1715, Joan de Copons, dit de la Manresana, va vendre una casa al carrer de la Canuda (anomenada «gran» a la documentació posterior) a Gregori de Matas i Pujol, doctor en drets i natural de Figueres. El 1756, Paula Vernís, vídua de l'escultor de Vic Josep Real, i el seu fill Vicenç Real, del mateix ofici, vengueren a Maria Ignàsia Fontaner, vídua de Francesc de Matas i Pujol i al seu fill Faust Francesc de Matas i Fontaner una altra casa al costat de l'anterior, anomenada «xica». El 1785, aquest darrer va demanar permís per a obrir-hi una finestra als baixos, i novament el 1789 per a enderrocar la del costat a la que ell habitava.
Faust Francesc de Matas es va casar amb Maria Gràcia d'Alòs i de Bru, filla d'Antoni d'Alòs i de Rius (1693-1780), primer marquès d'Alòs, i de Teresa de Bru i Sampsó. L'hereu fou Josep de Matas i d'Alòs, casat amb Teresa d'Albert i de Terradas. La seva filla Joaquima de Matas i d'Albert es va casar amb el terratinent Josep Ramon de Camps i d'Avinyó, natural de Peralada. El 1878, el seu fill Pelagi de Camps i de Matas (1828-1889) va rebre el títol de marquès de Camps de mans del papa Pius IX, i entre 1881 i 1882, encarregà a l'arquitecte August Font el projecte d'una nova residència als carrers de la Canuda i del Duc de la Victòria.
El palau fou heretat pel seu fill Carles de Camps i d'Olzinellas (1860-1939), enginyer forestal, exiliat durant la Guerra Civil a Sant Sebastià, on moriria. El 1936, fou confiscat per a servir d'hospital de convalescents, i un cop acabat el conflicte, fou retornat a la família Camps, i el 1941 s'hi instal·là l'Institut Milà i Fontanals.
A partir del 1946, l'obertura del passatge del Duc de la Victòria (actualment carrer de Francesc Pujols) entre el carrer del mateix nom i la plaça de la Vila de Madrid va provocar-ne l'amputació de la major part dels jardins. Finalment, el palau fou enderrocat el 1961 per a la construcció d'un bloc d'habitatges promogut per la immobiliària Urbana de Edificios SA (URDESA) i projectat per l'arquitecte Albert Argimon.

## Descripció
Era un edifici amb tres façanes, de planta baixa i tres pisos i un jardí annex. Els dos primers pisos tenien obertures de llinda amb guardapols, balcons amb balustrades de rosasses i llosanes sostingudes per mènsules al primer i finestres al segon, mentre que el tercer (separat de la resta per una imposta) tenia una galeria d'arcs escarsers. El coronament tenia un potent ràfec, excepte a la cantonada arrodonida, on s'alçava una torre coberta amb una cuculla.
El menjador estava decorat amb pintures murals de Victorià Codina i Langlin (1844-1911), que imitaven tapissos del segle xv.